# La Venere dei pirati
La Venere dei pirati è un film del 1960 diretto da Mario Costa.

## Trama
Nell'Italia del XVI secolo, sulla costa adriatica, il Ducato di Doruzza è governato dal dispotico duca Zulian e dalla sua superba figlia, Isabella. Quando cercano di commettere una grave ingiustizia contro i propri sudditi, l'ufficiale di marina Mirko e sua figlia Sandra si mettono sulla loro strada e finiscono per essere perseguitati e arrestati. Il conte Cesare di Santacroce, fidanzato di Isabella, intercede per loro e vengono liberati. Isabella tuttavia, gelosa della bellezza di Sandra, li fa nuovamente arrestare e manda la donna rivale in schiavitù in Medio Oriente. Mirko fugge dai suoi aggressori, riesce a prendere il controllo di una nave e a liberare sua figlia, che diventa in breve tempo la regina dei pirati dell'Adriatico. Ciò porterà Cesare a una difficile scelta tra due diversi tipi di bellezza, Isabella la potente o Sandra la generosa.